# Venadicodia
Venadicodia is een geslacht van vlinders van de familie slakrupsvlinders (Limacodidae).

## Soorten
- V. albipuncta (Schaus, 1920)
- V. cetiona Schaus, 1940
- V. denderia (Dyar, 1912)
- V. ruthaea Dyar, 1927